# Phenosafranin
Phenosafranin ist eine chemische Verbindung aus der Gruppe der Safranine.

## Gewinnung und Darstellung
Phenosafranin kann durch Reaktion von Anilin mit p-Phenylendiamin und anschließende Reaktion mit Salzsäure gewonnen werden. Daneben sind noch weitere Syntheseverfahren bekannt.
Allgemein sind Phenosafranin-Farbstoffe die Endprodukte der Oxidation von Mischungen aus p-Phenylendiaminen und primären Arylaminen sowie der Einwirkung von Wärme auf Mischungen aus Aminoazoarenen und primären Arylaminen. Obwohl Phenosafranin-Farbstoffe bereits seit 1859 kommerziell genutzt wurden, wurde die reine Ausgangsverbindung erstmals um 1880 von Otto Witt isoliert.

## Eigenschaften
Phenosafranin ist ein grünlich schimmernder Feststoff, der schwer löslich in Wasser ist. Seine Lösung in Wasser nimmt eine rote Farbe an.

## Verwendung
Phenosafranin wird in der Biologie als roter Farbstoff zur Färbung von Zellkernbestandteilen eingesetzt. In Verdünnung von 0,1–0,2 % in einer wässrigen Lösung wird es als Redoxindikator und als Komplexindikator in der Titrimetrie zur Bestimmung von Eisen(III) verwendet.